# 말쥐치
말쥐치는 몸길이 약 30cm 정도의 유선형인 쥐치과 물고기이다. 몸빛은 청갈색이고   지느러미는 청록색과 암청색이다. 4-7월에 연안의 해조류가 있는 곳에 알을 낳는다. 낮에는 중층에, 밤에는 저층에서 무리를 지어 산다. 한국에서 상품화되고 있는 쥐포의 대부분은 말쥐치를 가공한 것이다. 수심 200m 이내의 대륙붕에서 내만까지 서식한다. 한국·중국·일본에 분포한다.